# Jan Gellner
Jan Gellner (rozený Johann Julius, později John; 18. května 1907 Terst – 27. dubna 2001 Bolton, Kanada) byl letecký navigátor, instruktor a pilot RCAF a navigátor 311. čs. bombardovací perutě RAF, advokát, horolezec a kanadský novinář židovského původu z Česka.

## Rodina
Oženil se s Němkou Hertou, které se po válce zhoršila schizofrenie. Z německého Essenu pocházela jeho druhá žena Lilo Mattheisová, se kterou se seznámil v důchodu při horolezectví.

## Česko
Vystudoval Právnickou fakultu Masarykovy univerzity v Brně, spolu s Františkem Kroutilem napsal čtyřdílného horolezeckého průvodce na Vysoké Tatry.

## Druhá světová válka

### Výcvik
V USA nemohl v roce 1939 vstoupit do armády. Od října 1939 organizoval v Kanadě vstup československých emigrantů do československé armády. 25. dubna 1940 byl přijat v náborovém centru ve městě Hamilton do zvláštní zálohy kanadského královského letectva (Royal Canadian Air Force Special Reserve) jako vojín nováček ve věku 33 let a bylo s ním počítáno jako s kadetem pro výcvik na leteckého pozorovatele. 23. května byl v AOS v Maltonu zařazen do vůbec prvního kurzu leteckých pozorovatelů od vypuknutí války v rámci British Commonwealth Air Training Plan (BCATP). V červnu 1940 se jeho manželce podařilo opustit protektorát a přicestovat přes Itálii a USA do Kanady. 24. října obdržel odznak leteckého pozorovatele jako nejlepší z 37 absolventů kurzu (s hodnocením 82 %).

### U 311. perutě
S platností od 14. listopadu 1940 byl přeřazen k RAF a k 1. prosinci na vlastní žádost přeložen k 311. československé bombardovací peruti RAF jako instruktor navigace.
Z jeho působení se dochoval jeden z mála osobních deníků (knižně zpracovaný v biografii Letec po hvězdách). 1.–2. července 1941 se účastnil náletu na přístav Brest, kde byl navigátorem v posádce Václava Kordy, jehož letadlo patří mezi několik bombardérů, které zde shodily pumy, a mezi tři stroje, které mohly mít zásluhu na zásahu německého těžkého křižníku Prinz Eugen, který vážně poškodil dělové systémy a tím loď na půl roku vyřadil.
K RCAF byl oficiálně přeřazen s platností od 9. ledna 1942.

### Pilotní (ne)úspěchy
Pilotní výcvik absolvoval v Kanadě. Záznamy i deník poukazují na jeho vícero nehod s letadly (jedna v každé fázi výcviku: převrácené letadlo Tiger Moth Mk.I při přistání 1. března 1943 – letoun již neopravovaný; hodiny při rozjezdu 29. března s Avro Anson Mk.III – letoun k opravě). Poté krátce přepravoval letadla.
Jako pilot sloužil také u 429. perutě, jeho pilotní dráhu a předčasný konec druhého operačního turnusu završilo přistání na hromadě štěrku vedle přistávací dráhy (záznam se nedochoval). Deset posledních měsíců války strávil v Londýně u RCAF Oveerseas Headquarters, mimo jiné se znalostí němčiny občas vyslýchal zajaté německé letce.

## Po válce
Jeho rodiče zemřeli v lednu 1943, otec v Terezíně a matka poté v Osvětimi, obdobně jeho sestra Alžběta s manželem. Válku přežila jeho neteř Gabriela. V květnu či srpnu 1945 navštívil Československo, aby uspořádal rodinný majetek. Od 20. listopadu 1945 nastoupil jako důstojník RCAF v Halifaxu. S platností od 24. prosince 1952 byl určen ke službě na velitelství No. 3 (Fighter) Wing RCAF u německého Zweibrückenu, kde sloužil až do června 1955. Do důchodu byl propuštěn 14. listopadu 1958. Opět se začal věnovat horolezectví.
Podlehl Alzheimerově chorobě. Pohřben byl 30. dubna 2001 na hřbitově Caledon East Public Cemetery.

## Vyznamenání
- 1941: Československá medaile Za chrabrost
- 1941: Československý válečný kříž 1939
- 15. 11. 1941: Záslužný letecký kříž (DFC), v ottawské Rideau Hall mu jej 3.12. připnul kanadský generální guvernér, generálmajor The Earl of Athlone
- 1942: na tabuli cti ve společenské místnosti na letišti Malton, sídle No. 1. AOS má osobní štít jako jeden ze tří navigátorů, kteří zde absolvovali první pilotní kurz
- 1983: Řád Kanady (CM)
- 1985: Doctor of Military Science (DMS)
- 2002: posmrtně navržený na udělení Queen Elizabeth II Golden Jubilee Medal (obdrželi pouze osoby žijící 6. února 2002)

## Dílo
- u 311. perutě přispíval do časopisu Čechoslovák
- 1942: šest příspěvků o 311. peruti v knize Wings in Exile / Křídla ve vyhnanství se šifrou G.
- 1943: František Kroutil, Jan Gellner: Vysoké Tatry I-IV, Orbis Praha
- přes 500 odborných studií a článků o mezinárodních vztazích a vojenských otázkách
- 1968: Czech and Slovak in Canada (anglicky)
- 1970: Canada in Nato (anglicky)
- 1974: (anglicky)